# Maksim Jigalov
Maksim Olegovitch Jigalov (en russe : Максим Олегович Жигалов) est un joueur russe de volley-ball né le 21 janvier 1985 à Chimkent (Union soviétique). Il mesure 1,95 m et joue passeur.

## Clubs
| Club               | De        | À   |
| ------------------ | --------- | --- |
| Lokomotiv Belgorod | 2009-2010 | ... |

## Palmarès
- Championnat de Russie (1)
  - Vainqueur : 2013
  - Finaliste : 2010
- Coupe de Russie (1)
  - Vainqueur : 2012, 2013
- Supercoupe de Russie (1)
  - Vainqueur : 2013
  - Perdant : 2010